# Trissobrocha eugraphica
Trissobrocha eugraphica är en fjärilsart som beskrevs av Turner 1914. Trissobrocha eugraphica ingår i släktet Trissobrocha och familjen björnspinnare. Inga underarter finns listade i Catalogue of Life.